# Jerzy Radecki (chemik)
Jerzy Józef Radecki (zm. 22 stycznia 2021) – polski chemik, prof. dr hab.

## Życiorys
W 1993 r. habilitował się na podstawie pracy zatytułowanej Struktura chemiczna związków cyny i ołowiu a ich aktywność antymitotyczna i dostępność dla korzeni kukurydzy. W 2007 r. uzyskał tytuł profesora nauk chemicznych. Pracował na stanowisku profesora zwyczajnego w Katedrze Chemii na Wydziale Kształtowania Środowiska i Rolnictwa Uniwersytetu Warmińsko-Mazurskiego w Olsztynie, w Olsztyńskiej Wyższej Szkole Informatyki i Zarządzania im. prof. Tadeusza Kotarbińskiego i w Instytucie Rozrodu Zwierząt i Badań Żywności PAN.
Był też rektorem w Olsztyńskiej Wyższej Szkole Informatyki i Zarządzania im. prof. Tadeusza Kotarbińskiego i członkiem Komitetu Biotechnologii Prezydium PAN.